# 과들루프큰갈색박쥐
 과들루프큰갈색박쥐(Eptesicus guadeloupensis)는 애기박쥐과에 속하는 박쥐의 일종이다. 과들루프의 섬에서만 발견된다. 과들루프에서 발견되는 11종의 박쥐 중 하나이고. 이 중 3종은 과들루프의 토착종이다.